# Futbolen Klub Dunav Ruse
Il Futbolen Klub Dunav Ruse (in bulgaro Футболен клуб Дунав Русе?, Club calcistico Danubio Ruse) è una società calcistica bulgara della città di Ruse. Milita nella Vtora liga, la seconda divisione del campionato bulgaro di calcio.
Fondata nel 1949, nel 2011 venne sciolta per problemi finanziari e rifondata con il nome di Futbolen Klub Dunav 2010. La squadra deve il suo nome al fiume Danubio (in bulgaro Дунав?). Gioca le partite casalinghe allo stadio municipale di Dunav Ruse.

## Storia

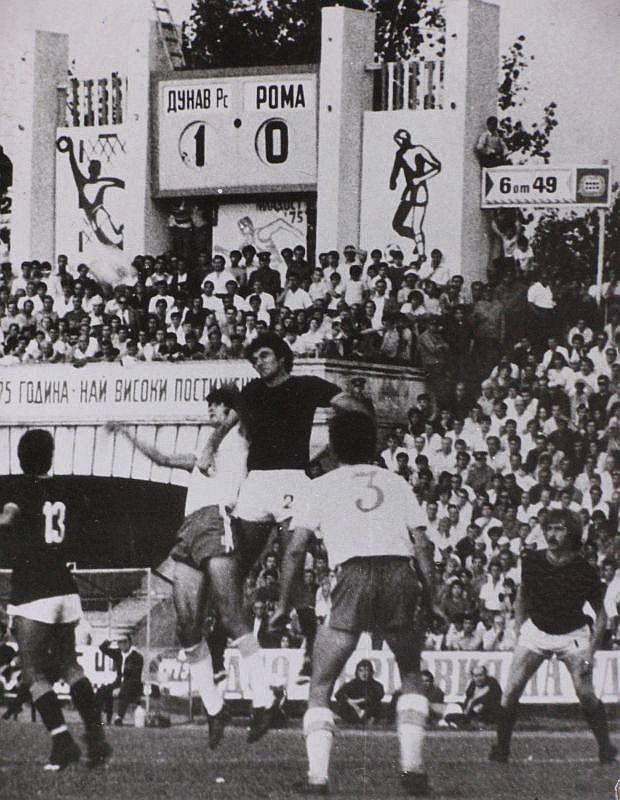
Il Dunav contro la Roma a Ruse nel 1975

Nel corso degli anni, il club ha assunto diverse denominazioni: Sava, Napredăk, Levski, Varuš, Angel Kănčev, Rakovski, Rusenec, Dinamo, Spartak, DNA, Torpedo e Partizanin. Vanta, inoltre, diverse partecipazioni all'A PFG (la massima serie bulgara) nei seguenti periodi: 1951, 1956, 1958-1967, 1968-1973, 1974-1977, 1984-1986, 1988-1991 e 1996-1998.
Tra i risultati casalinghi di maggior prestigio spicca il 4º posto in campionato nella stagione 1974-1975, che gli consentì l'accesso alla Coppa UEFA 1975-1976, dove affrontò nei trentaduesimi di finale la Roma, perdendo per 2-0 a Roma e vincendo per 1-0 a Ruse, e quindi venendo eliminata anzitempo dal torneo.
Il Dunav Ruse, nella stagione 2003-2004, sotto la gestione di Engibar Engibarov, vinse la Coppa Dilettanti bulgara e ritornò in B PFG dopo un lungo periodo trascorso nei campionati dilettantistici con diversi problemi finanziari sorti dopo la retrocessione dall'A PFG nel 1991.
Tra gennaio ed ottobre del 2006, il club fu allenato da Ferario Spasov e prelevò diversi calciatori noti e giovani talenti in prestito dal PFC Litex Lovech nel tentativo di riconquistare l'A PFG.
Nella stagione 2009-2010 il Dunav sfiorò per poco il ritorno nella massima serie bulgara: la squadra terminò il girone d'andata al 1º posto, lasciandosi alle spalle il Kaliakra Kavarna ed il Nesebar, ma poi vinse solo una delle ultime 7 partite e quindi non riuscì nell'impresa.
La stagione 2010-2011 si rivelò nefasta per il club, sia per l'abbandono dei giocatori più talentuosi, sia per la crisi finanziaria che l'attanagliava, costringendola ad abbandandonare il campionato di seconda serie il 18 febbraio 2011 e a mettere in liquidazione la società.
Nel 2016, dopo aver vinto la Vtora liga, il club tornò nel massimo campionato bulgaro dopo venticinque anni di assenza. Nel 2016-2017 ottenne il quarto posto in campionato e la qualificazione all'Europa League, mentre nel 2019-2020 il club è retrocesso in seconda serie dopo aver perso lo spareggio promozione-retrocessione contro il Montana (1-4).

## Palmarès

### Competizioni nazionali
- Vtora profesionalna futbolna liga: 6

1950, 1954, 1957-1958, 1968, 1974, 2015-2016
- V Amat'orska Futbolna Grupa: 2

2014-2015, 2021-2022
- Kupa na Amat'orskata futbolna liga: 2

2003-2004, 2014-2015

### Altri piazzamenti
- Coppa di Bulgaria:

Finalista: 1938, 1939, 1941, 1961-1962
Semifinalista: 1976-1977
- Vtora profesionalna futbolna liga:

Secondo posto: 1987-1988
Terzo posto: 1994-1995, 2009-2010
- Treta amat'orska futbolna liga:

Secondo posto: 2012-2013
- Kupa na Amat'orskata futbolna liga:

Finalista: 2021-2022

## Organico

### Rosa 2020-2021
Aggiornata al 27 luglio 2020.
| N. |                               | Ruolo | Calciatore          |
| -- | ----------------------------- | ----- | ------------------- |
| 4  | Bulgaria (bandiera)           | D     | Petko Cankov        |
| 5  | Bulgaria (bandiera)           | D     | Ljuben Nikolov      |
| 7  | Bulgaria (bandiera)           | C     | Ivajlo Lazarov      |
| 8  | Bulgaria (bandiera)           | C     | Svilen Šterev       |
| 9  | Bulgaria (bandiera)           | A     | Boris Dimitrov      |
| 10 | Brasile (bandiera)            | A     | Fernando Henrique   |
| 10 | Bulgaria (bandiera)           | C     | Mitko Rusanov       |
| 11 | Bulgaria (bandiera)           | C     | Dijan Dimov         |
| 17 | Germania (bandiera)           | C     | Berkan Durdu        |
| 18 | Macedonia del Nord (bandiera) | D     | Aleksandar Isaevski |

| N. |                     | Ruolo | Calciatore        |
| -- | ------------------- | ----- | ----------------- |
| 21 | Bulgaria (bandiera) | P     | Blagoj Makendžiev |
| 21 | Bulgaria (bandiera) | P     | Vincenzo Angelov  |
| 22 | Bulgaria (bandiera) | C     | Mihail Milčev     |
| 29 | Bulgaria (bandiera) | C     | Rosen Kolev       |
| 33 | Brasile (bandiera)  | P     | Hugo Gumiero      |
| 45 | Bulgaria (bandiera) | A     | Grigor Dolapčiev  |
| 94 | Bulgaria (bandiera) | A     | Julijan Nenov     |
| 99 | Bulgaria (bandiera) | A     | Stefan Hristov    |
|    | Francia (bandiera)  | C     | Daudet N'Dongala  |
|    | Bulgaria (bandiera) | A     | Simeon Ivanov     |